# Герб Михайловского сельского поселения (Тверская область)
Герб муниципального образования «Миха́йловское сельское поселение» Калининского района Тверской области Российской Федерации — опознавательно-правовой знак, служащий официальным символом муниципального образования.
Герб утверждён Решением Совета депутатов муниципального образования «Михайловское сельское поселение» Калининского района Тверской области № 41 от 16 сентября 2010 года.
Герб внесён в Государственный геральдический регистр Российской Федерации.

## Описание герба
«В червлёном поле золотой Архангел Михаил с мечом вверх и ножнами вниз, сопровождённый во главе вписанной по сторонам золотой полосой в виде рутового венка без обода и пробитыми листьями».

## Обоснование символики
На территории Михайловского сельского округа находится памятник архитектуры XVIII века: — храм во имя Архангела Михаила в селе Михайловском. Именно Архангел Михаил с тверской иконы XV века является главной геральдической фигурой герба и флага сельского поселения.
«Гласный» герб включает в себя историко-культурное содержание, а цветовое сочетание золота и красного (червленого) в христианской традиции олицетворяет богатство, могущество и постоянство.
Узор в верхней части говорит о принадлежности сельского поселения Калининскому району.
Герб разработан авторской группой в составе: автор — Владимир Ильич Лавренов, дизайнер — Алексей Вениаминович Ушаков в июне 2010 года.